# Pod Piwnem
Pod Piwnem – osada leśna w Polsce położona w województwie podkarpackim, w powiecie przeworskim, w gminie Adamówka.
W latach 1975–1998 miejscowość administracyjnie należała do województwa przemyskiego.